# Байер, Иеронимус фон
Иеронимус Иоганн Пауль фон Байер (нем. Hieronymus Johann Paul von Bayer; 21 сентября 1792, Раурис, Австрия, — 13 июня 1876, Мюнхен, Германия) — немецкий правовед, профессор Ландсхутского университета.

## Биография
Учился в Зальцбурге и Ландсхуте. В 1813 году начал судебную карьеру при ландгерихте в Ландсхуте. В 1815 году работал у известного мюнхенского адвоката. Посещал в 1817 году Геттингенский университет.
В 1818 году назначен приват-доцентом при Ландсхутском университете. В 1819 году произведен в экстраординарные, а в 1822 году — в ординарные профессора.
В 1826 году переехал вместе с Университетом в Мюнхен. До 1847 года был несколько раз членом представительных собраний.
В 1853 году стал пожизненным членом баварского рейхсрата.